# Thảm sát Houla
Thảm sát Houla là một cuộc thảm sát tại vùng Houla, Syria ngày 25 tháng 5 năm 2012 ở các làng thuộc kiểm soát của phe đối lập trong vùng Houla, một cụm làng phía bắc của Homs. Truyền thông nhà nước cho thấy có khoảng 17 dân thường đã bị giết chết. Thiếu tướng Robert Mood, người đứng đầu Phái đoàn Giám sát Liên Hợp Quốc tại Syria (UNSMIS), khẳng định nhóm đối lập đã tuyên bố ít nhất 90 dân thường thiệt mạng, trong đó có 32 trẻ em.. Tướng Mood tuyên bố các vụ giết người "bừa bãi và không thể tha thứ được" mà không giải thích sự việc xảy ra như thế nào, nhưng cho biết bạo lực đã bắt đầu tối thứ Sáu với việc sử dụng "xe tăng, pháo binh, tên lửa hành lựu đạn và súng máy hạng nặng", ngụ ý sự tham gia của các lực lượng của chính phủ do FSA không có vũ khí hạng nặng. Tuy nhiên tướng Mood đã không giải thích những dân làng đã bị giết chết như thế nào. Đây là một trong những vụ tấn công đẫm máu nhất xảy ra trong cuộc khủng hoảng kéo dài 15 tháng qua tại Syria. Cuộc tấn công đẫm máu bắt đầu vào ngày 25 tháng 5 năm 2012 và người ta cho rằng đã kéo dài đến vài giờ vào sáng ngày 27 tháng 5 năm 2012 tại Houla, tỉnh miền trung Homs. Các nhà hoạt động chống chính phủ tuyên bố quân đội ban đầu đã nã súng vào các ngôi làng, sau đó đưa người đến thảm sát các gia đình tại địa phương.
Những đoạn video nghiệp dư được đăng tải trên Youtube cho thấy thi thể của 14 trẻ em được xếp thành hàng tại một nhà xác tạm bợ ở một nhà thờ Hồi giáo địa phương.
Ngày 26 tháng 5 năm 2012, các quan chức không vũ trang của Liên Hợp Quốc đã tiếp cận với hiện trường vụ tấn công. Ông Robert Mood, trưởng phái đoàn UN tại Syria, cho hay trong số 92 thi thể mà nhân viên của ông thống kê được tại Houla, có ít nhất 32 em dưới 10 tuổi và mô tả đây là một "thảm kịch tàn bạo".
Cơ quan thông tấn chính thức của chính phủ Syria cáo buộc rằng các nhóm khủng bố Al-Qaeda chịu trách nhiệm về những vụ giết người, trong khi các nhóm đối lập cáo buộc rằng các lực lượng du kích có liên hệ với quân đội Syria (Shabiha) là thủ phạm. Hội đồng nhà nước Syria, khối đối lập chính của Syria, đã đưa ra con số tử vong hơn 100 người, một nửa trong số đó là trẻ em. Ban-Ki Moon và Kofi Annan đã đổ lỗi cho chính phủ Syria, cáo buộc họ thực hiện một vi phạm luật pháp quốc tế một cách tàn bạo. Cư dân nói rằng họ đã gửi đơn yêu cầu Liên Hợp Quốc đề nghị được giúp đỡ trước khi vụ thảm sát, cảnh báo về một cuộc tấn công sắp xảy ra của chính phủ, nhưng các thanh sát viên của Liên Hợp Quốc đã không trả lời.
Chính phủ Syria đã bị lên án về vụ thảm sát khiến 108 người thiệt mạng trong đó có 34 phụ nữa và 49 trẻ em theo các quan sát viên Liên Hợp Quốc, nhất trí bởi Hội đồng Bảo an Liên Hợp Quốc. Những tuyên bố nói rằng các cuộc tấn công "liên quan đến một loạt pháo binh của chính phủ và các cuộc nã pháo xe tăng trên một khu phố dân cư" và Hội đồng Bảo an kêu gọi Chính phủ Syria rút vũ khí hạng nặng từ các thành thị Syria.
Dù chính phủ Syria qui lỗi cho "khủng bố có vũ trang" đã giết hơn 90 thường dân hôm thứ Sáu gần thành phố Homs nhưng nhiều nhân chứng quả quyết rằng dân quân thân chính phủ đã thực hiện hành vị tàn bạo này. Nhiều vụ biểu tình phản đối đầy phẫn nộ vì vụ hạ sát những thường dân hôm thứ Sáu tại Houla đang tiếp diễn ở nhiều nơi trong thủ đô Damascus, nơi các lực lượng an ninh đã nổ súng vào những người biểu tình trong quận Midan.
Các kênh truyền hình vệ tinh Ả Rập chiếu các băng video nghiệp dư của một cư dân trong ngôi làng Teldau họp với một toán quan sát viên và than phiền về hành vi độc ác của quân chính phủ như sau:
"Trời đất ơi, chúng tôi là người mà họ giết chúng tôi như giết trâu giết bò vậy. Chúng tôi do thượng đế tạo ra, thế họ chẳng sợ trời đất tí nào ư?"
Giáo sư Khattar Abou Diab dạy khoa chính trị tại đại học Paris cho rằng chính phủ Syria có một thói xấu sử dụng lực lượng tàn bạo để dập tắt những vụ nổi dậy, như vụ tại Hama năm 1982, giết hàng ngàn mạng người, cũng như những thói tàn bạo nhắm vào các tù nhân. Ông nói thêm chính phủ Assad đã làm tất cả những gì có thể làm để quân sự hóa cuộc xung đột hiện nay và biến nó thành một vấn đề phe phái tôn giáo để vẫn duy trì được quyền lực.
Theo đại diện Nga, đạn pháo đã gây ra hỏa hoạn tại các khu dân cư – có khả năng do lực lượng chính phủ bắn phá, tuy nhiên có một số bằng chứng cho thấy nhiều nạn nhân được tìm thấy tại Houla đã bị đâm chết bằng dao hoặc các loại vũ khí tương tự.
Chính quyền Syria cũng phủ nhận sự tham gia trong những gì đã xảy ra, lập luận rằng các đơn vị quân đội đã không rời vị trí của họ, và cho rằng cuộc pháo kích được gây ra bởi những kẻ đối lập nhưng các quan sát viên của LHQ, những người đã đến làng Taldou (Houla) nơi vụ thảm sát xảy ra, cho biết họ đã tìm thấy các bằng chứng cho thấy vụ pháo kích đã được tiến hành bởi quân chính phủ. Họ cũng xác nhận rằng 108 nạn nhân, gồm nhiều trẻ em, đã bị giết bởi các cuộc tấn công bằng súng ở cự ly gần hoặc dao.
Trả lời phỏng vấn trên Đài tiếng nói nước Nga, ông Georgy Mirsky nhận định: "Phần lớn các nạn nhân là những người đã bị trúng đạn (hoặc đạn xe tăng, hoặc mảnh bom, đạn pháo). Phe đối lập không có các vũ khí đó, như vậy đây là quân đội chính phủ. Nhưng có cả xác thường dân, kể cả trẻ em, bị chém. Đây không phải là quân đội".
Hầu hết các nhân chứng đều nói rằng họ tin quân đội và dân quân Shabiha (của chính phủ) là những người chịu trách nhiệm về vụ tấn công trên.
- "Chúng tôi đang ở trong nhà thì họ đến, những người Shabiha và lực lượng an ninh. Họ mang theo khẩu Khalashnikovs và các loại súng trường tự động khác. Họ đưa chúng tôi tới một căn phòng và đánh vào đầu cha tôi bằng báng súng và bắn thẳng vào cằm ông" - Rasha Abdul Razaq, một trong những người sống sót kể lại. Trong số 20 thành viên gia đình và bạn bè có mặt trong nhà của Rasha vào thời điểm đó, chỉ còn lại 4 người sống sót.

Một người dân khác yêu cầu được giấu tên cho biết, ông đã trốn trên gác mái khi các tay súng đưa thân nhân của mình ra ngoài nhà và bắn chết họ.
Vụ thảm sát ở Houla vừa qua được coi là dẫm máu nhất trong 15 tháng nổi dậy của lực lượng đối lập chống chính phủ của Tổng thống Assad. Sự ghê rợn của vụ thảm sát được thế giới biết đến sau khi một nhà báo nghiệp dư đưa lên Internet đoạn video ghi lại hình ảnh thi thể nạn nhân nằm la liệt. Hội đồng Bảo an LHQ đã ra tuyên bố lên án mạnh mẽ nhất đối với vụ thảm sát ở Houla. Tuyên bố này cho rằng quân đội chính phủ Syria đã nã pháo và dùng pháo xe tăng bắn vào thường dân.

## Bối cảnh
Chính phủ Syria có một lịch sử thực hiện các cuộc thảm sát, chẳng hạn như cuộc vây hãm của Aleppo (1980), vụ thảm sát nhà tù Tadmor, vụ thảm sát Hama, và cuộc tàn sát một số xảy ra trong cuộc nổi dậy của Syria đang diễn ra.
Houla là một trung tâm biểu tình thường xuyên, ngay cả trước khi những quân nhân đào ngũ thành lập Quân đội Syria Tự do. Quân đội Syria đã đột kích và giết chết người biểu tình ở Houla trước đó.
Theo phóng viên Al Jazeera của Hadi al-Abdallah, Quân đội Syria đã giành quyền kiểm soát thị trấn Houla, và nó đã trở thành một trung tâm cho các chiến binh phe đối lập. Quân đội Syria đã không thể xâm nhập vào thị trấn, buộc họ phải nã pháo từ xa.
Thảm kịch ở Houla xảy ra sau khi căng thẳng đã lên cao giữa người Hồi giáo dòng Sunni chiếm đa số, với người Alawite thiểu số của ông Assad, đặc biệt tại các khu vực vùng sâu vùng xa thuộc tỉnh Homs. Bấy lâu nay, người Hồi giáo Sunni ở Syria nổi tiếng là ôn hòa nhất thế giới Hồi giáo và "miễn dịch" trước chủ nghĩa bè phái. Nhưng người Sunni ở làng Houla trong những ngày vừa qua đã trở thành mục tiêu tấn công, khiến những người theo dòng Hồi giáo này bắt đầu cảm thấy mình đang là nạn nhân của một âm mưu diệt chủng. Nếu tình trạng "căng như dây đàn" này còn tiếp diễn, thì chắc chắn chuỗi các cuộc trả đũa sẽ nối tiếp nhau, khiến máu của những người vô tội sẽ đổ nhiều hơn, và mọi thứ, từ trường học, bệnh viện, đến nhà thờ, cầu cống, v.v rồi sẽ bị phá tan tành.
Nga và Trung Quốc là những người đang lo ngại Syria rơi vào nội chiến sẽ ảnh hưởng trực tiếp tới những lợi ích chiến lược của họ trong khu vực. Tuy nhiên, trên thực tế, thái độ của Nga và Trung Quốc có vẻ như đang có chiều hướng thay đổi khi cả hai đã đặt bút ký vào 3 nghị quyết của Hội đồng Bảo an về Syria, trong đó có Tuyên bố hôm 27/5, lên án vụ thảm sát Houla. Riêng Nga đã từng nói thẳng ra rằng ông Assad hoặc phải thay đổi cách hành xử hoặc Syria sẽ không còn nhận được sự ủng hộ của Moskva nữa.
Trong khi đó Ủy ban điều tra của chính phủ Syria ngày 31-5 lại đổ vụ thảm sát ở Houla khiến hơn 100 người chết là do các nhóm vũ trang nổi loạn gây ra chứ không phải lực lượng chính phủ. Ngay sau đó, bà Susan Rice, Đại sứ Mỹ tại Liên Hợp Quốc, bác bỏ kết luận điều tra của chính phủ Syria và gọi đó là "một sự dối trá hiển nhiên khác" do "không có chứng cứ xác thực".
Quân đội Syria lại vừa thực hiện một cuộc tấn công mới vào Houla, nơi xảy ra vụ thảm sát khiến dân làng phải di tản. Đài Quan sát Nhân quyền Syria cho biết quân đội đã bắn trọng pháo vào khu vực này và tiếp đó người ta nghe thấy tiếng súng máy. Phe nổi dậy kêu gọi quan sát viên Liên Hợp Quốc tới khu vực để bảo vệ thường dân. Vụ tấn công mới nhất diễn ra khi các quan sát viên Liên Hợp Quốc tìm thấy thi thể của 13 người bị bắn khi tay họ bị trói quặt sau lưng tại Assukar ở miền Đông Syria.
Phe nổi dậy Syria cho Tổng thống Bashar al-Assad thời hạn 48 tiếng đồng hồ để thực thi kế hoạch hòa bình Liên Hợp Quốc của ông Kofi Annan nếu không ông Assad sẽ phải "gánh chịu hậu quả". Phát ngôn viên Hội đồng Quốc gia Syria của phe nổi dậy cho biết phương cách duy nhất cứu vãn kế hoạch hòa bình Liên Hợp Quốc là ông Assad phải từ chức.

## Sự kiện
Ngày 25 tháng 5 năm 2012, video do các nhà hoạt động tung lên mạng internet cho thấy các cơ thể đẫm máu của nhiều trẻ em co ro trên sàn nhà trong bóng tối. Một số trẻ em đã có hộp sọ của họ bị vỡ toạc ra. Những người khác đã bị bắn hoặc bị đâm bằng dao đến chết, một số có cổ họng bị cắt. Băng video cũng cho thấy một người đàn ông giọng nói hét lên, "Chúng đều là trẻ con, chúng mày là những con chó, bọn Ả Rập, chúng mày là súc vật - hãy nhìn những đứa trẻ này, hãy nhìn đi, nhìn mà xem! ". Một đoạn video khác cho hình ảnh được cho là một ngôi mộ tập thể của các nạn nhân.
Các nhà hoạt động Syria cho biết một số gia đình bị tàn sát bởi lực lượng an ninh trên các cạnh của thị trấn. Một số chết vì pháo kích nặng, trong khi những người khác đã bị bắt đã bị hành quyết ngay tức khắc. Họ bị rạch xác thô bạo. Một số công dân Houla nói rằng họ đã cố gắng liên hệ với các thanh sát viên Liên Hợp Quốc trong đêm xảy ra vụ thảm sát, nhưng những thanh sát viên đã không chịu đến.
Sau thảm sát Houla, Ít nhất 86 người, gồm nhiều phụ nữ và trẻ em đã tiếp tục bị lực lượng thân chính phủ Syria sát hại tại các ngôi làng Qubair và Maarzaf ở tỉnh Hama. Trong khi đó, truyền hình Syria nói các binh sĩ đã phát hiện một số thi thể sau khi tấn công "quân khủng bố".
Theo các nhà hoạt động, vào tối 6.6, làng Qubair và Maarzaf đã bị quân chính phủ nã pháo cấp tập. Tuy nhiên phần lớn các vụ sát hại xảy ra ở Qubair được thực hiện bởi các nhóm tay súng thân chính phủ được biết với tên "shadiba", theo BBC. Các nhà hoạt động nói họ bắn từ cự ly gần và đâm nhiều người, bao gồm phụ nữ và trẻ em dưới hai tuổi. Một số thi thể sau đó đã cháy đen trong các ngôi nhà bị phóng hỏa. Tối 6.6, đài truyền hình nhà nước Syria dẫn lời một quan chức chính phủ nói lực lượng an ninh đã phát động cuộc tấn công "thành lũy của quân khủng bố" ở Qubair theo khẩn cầu của các công dân và thông báo của đài truyền hình Syria được hãng AFP dẫn lại, chính phủ Syria nói "một nhóm khủng bố đã phạm phải một tội ác ghê gớm".

## Phản ứng quốc tế
Tổng thống Pháp Francois Hollande nói với các phóng viên rằng, đại sứ Syria ở Paris đã được thông báo bị trục xuất khỏi lãnh thổ Pháp và đây không phải là quyết định đơn phương của Paris mà được thực hiện trên cơ sở có tham vấn với các đối tác của Pháp. Bộ trưởng Ngoại giao Pháp Laurent Fabius gọi Tổng thống Syria Bashar al Assad là kẻ sát nhân đã giết hại dân tộc mình và ông Assad cần phải từ bỏ quyền lực.
Bộ trưởng Ngoại giao Úc Bob Carr công bố việc chính phủ Úc hôm 29-5 trục xuất hai nhà ngoại giao Syria, trong đó có Đại sứ Jawdat Alai bị yêu cầu rời Úc trong 72 tiếng. Bộ trưởng Ngoại giao Úc nói rằng, việc làm của Syria khiến Úc thấy cần phải đưa ra một thông điệp rõ ràng cho Damascus rằng người Úc rất bất bình và ghê tởm với sự thảm sát Houla và chính phủ Úc sẽ đi theo sự phản ứng thống nhất của quốc tế để buộc những người chịu trách nhiệm phải trả giá. Ông Bob Carr cũng cho rằng vụ thảm sát hơn 100 đàn ông, đàn bà và trẻ em ở Houla là một tội ác ghê tởm và dã man.
Thủ tướng Thổ Nhĩ Kỳ Tayyip Erdogan cũng lên án vụ thảm sát Houla, đồng thời nói rằng sự kiên nhẫn của thế giới là có hạn, sự kiên nhẫn của Hội đồng Bảo an Liên Hợp Quốc là có hạn.
Một số nước khác cũng cho biết sẽ trục xuất các nhà ngoại giao Syria để phản đối vụ thảm sát Houla.
Trung Quốc lên án việc 108 thường dân Syria bị giết hại hồi tuần trước, nhưng họ đã tránh không trực tiếp cho rằng chính phủ Syria là thủ phạm của vụ thảm sát này. Phát ngôn viên Bộ Ngoại giao Trung Quốc Lưu Vị Dân nói rằng Trung Quốc cảm thấy kinh ngạc bởi vụ thảm sát và mạnh mẽ lên án việc giết hại một cách dã man trẻ em và phụ nữ và thường dân vô tội. Đại sứ Trung Quốc tại Liên Hợp Quốc Lý Bảo Đông ngày 4.6 cho biết, Trung Quốc không bảo vệ Tổng thống Bashar al-Assad và sẽ tôn trọng nguyện vọng của người dân Syria về tương lai của nước này.
Trung Quốc phản đối việc can thiệp vào Syria bằng vũ lực trong lúc Nga đang cố gắng ngăn không cho Hội đồng Bảo an Liên Hợp Quốc thực hiện thêm các hành động mới nhắm vào Syria.
Chính phủ Syria phủ nhận bất cứ vai trò nào của quân đội Syria trong vụ thảm sát Houla. Thủ tướng Trung Quốc Ôn Gia Bảo thúc giục cộng đồng quốc tế tăng cường ủng hộ các nỗ lực hòa bình của cựu Tổng thư ký Liên Hợp Quốc Kofi Annan và luôn sử dụng các biện pháp hòa bình để giải quyết cuộc khủng hoảng ở Syria.
Ông al-Assad còn tuyên bố sẽ diệt tận gốc quân phản đối chính phủ Syria, và cáo buộc những phần tử khủng bố có vũ trang đã gây ra những vụ bạo lực đẫm máu ở Syria. AFP ngày 5.6 dẫn lời các nhà phân tích cho rằng: ông al-Assad mạnh miệng lên tiếng diệt tận gốc, thậm chí với cái giá phải trả là một cuộc nội chiến, bởi vì Nga ủng hộ và ông al-Assad muốn bảo vệ quyền lực của mình sau 40 năm cai trị Syria.
Tuy nhiên, ông al-Assad sẽ rất lo lắng nếu như Nga "quay lưng" với chính phủ của ông, theo các nhà phân tích.
Nhà phân tích người Nga Alexander Shumilin, người đứng đầu Trung tâm Phân tích Xung đột Trung Đông tại Moscow cho rằng: "Hầu hết người dân Nga tin tưởng vào thông tin được phát đi từ truyền hình nhà nước rằng, thảm sát tại Houla là do khủng bố, phương Tây và họ trút mọi tội lỗi lên đầu Tổng thống Assad. Đối đầu với phương Tây trong vấn đề Syria chính là hình ảnh mà ông Putin đang nỗ lực gây dựng trong lòng người dân trong nước".
- "Người Nga vẫn cứ nói với tôi rằng họ không muốn nhìn thấy một cuộc nội chiến, và tôi nói với họ rằng chính sách của họ đang góp phần dẫn tới một cuộc nội chiến tại Syria", Ngoại trưởng Mỹ Clinton đã nói trong một cuộc phỏng vấn trên kênh TV2 của Đan Mạch trong chuyến thăm tới Copenhagen.[26]

Ngày 30/5/2012, trả lời câu hỏi của phóng viên liên quan tới vụ thảm sát hơn 100 thường dân tại thị trấn Houla, Syria vừa qua, Người phát ngôn Bộ Ngoại giao Việt Nam Lương Thanh Nghị nêu rõ: Việt Nam lên án mạnh mẽ vụ sát hại hơn 100 thường dân tại thị trấn Houla, Syria.
Tuy nhiên người phát ngôn Bộ Ngoại giao Lương Thanh Nghị không hề gửi lời chia buồn tới ông Bashar al Assad và chính phủ Syria của ông ta như thông lệ mà chỉ nói "Chúng tôi xin gửi tới gia đình các nạn nhân lời thăm hỏi và chia buồn sâu sắc".